# Zoran Dragić
Zoran Dragić (ur. 22 czerwca 1989 w Lublanie) – słoweński koszykarz, występujący na pozycji rzucającego obrońcy lub niskiego skrzydłowego.
27 lipca trafił do zespołu Boston Celtics. 13 sierpnia 2015 roku podpisał umowę z rosyjskim zespołem Chimki Moskwa. 21 listopada 2017 został zawodnikiem tureckiego Anadolu Efes.
6 sierpnia 2019 dołączył do niemieckiego Ratiopharmu Ulm.
23 lipca 2020 przedłużył umowę z hiszpańskim Kirolbetem Baskonia Vitoria. 30 października 2021 został zawodnikiem litewskiego Žalgirisu Kowno. 31 grudnia 2021 opuścił klub.

## Osiągnięcia
Stana na 14 września 2023, na podstawie, o ile nie zaznaczono inaczej.
Drużynowe
- Mistrz:
  - EuroChallenge (2011)
  - Hiszpanii (2020)
  - Słowenii (2011, 2012)
- Zdobywca:
  - pucharu:
    - Włoch (2017)
    - Turcji (2018)

  - superpucharu:
    - Słowenii (2010, 2011)
    - Włoch (2016, 2017)
- Brąz mistrzostw Włoch (2017)
- 4. miejsce w lidze VTB (2016)
- Uczestnik rozgrywek:
  - Euroligi (2012–2014, TOP16 – 2015/16, TOP16 – 2016/17)
  - Eurocup (2011/12)

Indywidualne
- MVP:
  - finałów ligi słoweńskiej (2011)
  - 9 rundy rozgrywek Euroligi – Top 16 (2013/14)
- Obrońca roku ligi słoweńskiej (2011)
- Zawodnik roku ligi słoweńskiej (2011)
- Uczestnik meczu gwiazd ligi słoweńskiej (2008, 2011)

Reprezentacja
- Zdobywca Pucharu Stankovicia (2010)
- Srebrny medalista Pucharu Stankovicia (2014)
- Uczestnik mistrzostw:
  - świata (2014 – 7. miejsce, 2023 – 7. miejsce[12])
  - Europy:
    - 2011 – 7. miejsce, 2013 – 5. miejsce, 2015 – 12. miejsce
    - U–16 (2005 – 12. miejsce)
    - U–18 (2006 – 14. miejsce, 2007 – 15. miejsce)
    - U–20 (2008 – 14. miejsce, 2009 – 13. miejsce)